# ميدالية ديريك

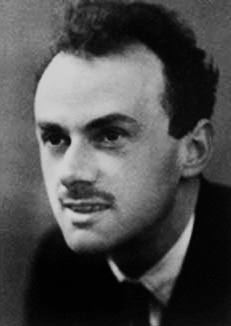

تتكون ميدالية ديراك من أربعة جوائز تعطي في مجال الفيزياء النظرية، الكيمياء الحاسوبية، و الرياضيات. تمنح من قبل مختلف المؤسسات تكريما للبروفيسور بول ديراك، واحد من أعظم الفيزيائيين النظريين في القرن العشرين.

## ميدالية و محاضرة ديراك (جامعة نيو ساوث وييلز)
أول جائزة من هذه الميدالية تعطى للتطويرات في الفيزياء النظرية و تمنح من قبل جامعة نيو ساوث ويلز في أستراليا، بالاشتراك مع المعهد الأسترالي للفيزياء خلال محاضرة ديراك العامة. تخلد المحاضرة و الميدالية زيارة البروفيسور ديراك إلى الجامعة في عام 1975 حيث ألقى خمس محاضرات آنذاك. تم نشر المحاضرات تبعا على هيئة كتاب تحت اسم اتجاهات الفيزياء - 1978. تبرع البروفيسور جيراك بعوائده من هذا الكتاب إلى الجامعة. تحتوي الجائزة على ميدالية ذهبية و مكافأة شرفية و تم منحها لأول مرة في عام 1979.

### الفائزون بالجائزة
- 1979 هانز ألففين
- 1981 جون كليف وارد
- 1983 نيكولاس بلومبرجن
- 1985 ديفيد بينس
- 1987 روبرت هوفستاتر
- 1988 كلاوس فون كليتزينغ
- 1989 كارلو روبيا وكينيث ويلسون
- 1990 نورمان رامسي
- 1991 هيربرت هاوبتمان
- 1992 ولفجانج باولي
- 1996 إدوين إرنست سالبيتر
- 1998 ديفيد دويتش
- 2002 هاينريش هورا
- 2003 إدوارد شورياك [الألمانية]
- 2004 يوسف خريبلوفيتش
- 2006 روجر بنروز
- 2008 هارالد فريتزش  [لغات أخرى]‏
- 2010 جورج سودارشان
- 2011 روبرت ماي
- 2012 بريان شميدت
- 2013 مايكل بيبر  [لغات أخرى]‏
- 2014 سيرج حاروش[2]
- 2015 سوبير ساخديف  [لغات أخرى]‏[3]
- 2016 كين فريمان
- 2017 بوريس ألتشولر
- 2019 لين هاو
- 2020 سوزان إم. سكوت  [لغات أخرى]‏

## ميدالية ديراك من مركز عبد السلام الدولي للفيزياء النظرية
تمنح ميدالية ديراك من مركز عبد السلام الدولي للفيزياء النظرية كل سنة. تعلن الجائزة كل سنة في تاريخ الثامن من أغسطس و هو ما يوافق تاريخ ميلاد الفيزيائي بول ديراك. منحت الجائزة أول مرة في عام 1985.
يقوم مجلس دولي من العلماء النابغيين بتحضير قائمة من المرشحين المحتملين. يدعو المجلس العلماء في مجال الفيزياء النظرية أو الرياضات بإرسال ترشيحاتهم أيضا.
لا تمنح هذه الجائزة لأولائك من فازوا بجائزة نوبل، ميدالية فيلدز، أو جائزة وولف، لكن يمكن لمن فاز بالميدالية أن يفوز بالجوائز الأخرى بعد ذلك. يستلم من فاز بهذه الجائزة 5000 دولار أمريكي.

### الفائزون بالجائزة
- 1985 إدوارد ويتن، ياكوف زيلدوفيش
- 1986 ألكسندر ماركوفيتش بولياكوف، يويتشيرو نامبو
- 1987 برونو زومينو، برايس ديويت
- 1988 دايفيد غروس، إفيم فرادكين
- 1989 جون هنري شفارتز، مايكل بوريس جرين
- 1990 لودفيج فادييف، سيدني كولمان
- 1991 جيفري غولدستون، ستانلي ماندلستام
- 1992 نيكولاي بوغوليوبوف، ياكوف سيناي
- 1993 دانيال زد. فريدمان، بيتر فان نيوفيناهيزين، سيرجيو فيرارا
- 1994 فرانك ويلكزك
- 1995 ميخائيل بيري
- 1996 مارتينوس فيلتمان، توليو أوجينيو ريجي
- 1997 ديفيد اوليف، بيتر جودارد
- 1998 رومان فلاديمير جاكيو، ستيفن إل. أدلر
- 1999 جورجيو باريزي
- 2000 هيلين كوين، هوارد جورجي، جوغيش باتي  [لغات أخرى]‏
- 2001 جون هوبفيلد
- 2002 آلان جوث، أندريه لينده، بول شتاينهارت
- 2003 روبرت كرايشنان  [لغات أخرى]‏، فلادمير زخاروف  [لغات أخرى]‏
- 2004 كيرتس كالان، جيمس بيوركن
- 2005 باتريك أ. لي، صموئيل إدواردز
- 2006 بيتر زولير
- 2007 جون إليوبولوس، لوسيانو ماياني  [لغات أخرى]‏
- 2008 جوزيف بولتشينسكي  [لغات أخرى]‏، خوان مالداسينا  [لغات أخرى]‏ ،كامران وفا
- 2009 روبيرتو كار  [لغات أخرى]‏، ميشيل بارينيللو  [لغات أخرى]‏
- 2010 نيكولا كابيبو، جورج سودارشان
- 2011 إدوارد بريزين، جون كاردي، أليكساندر زامولودشيكوف  [لغات أخرى]‏
- 2012 دنكن هالداين، تشارلز إل. كان، شوشانج زانج  [لغات أخرى]‏
- 2013 توم كيبل، جيم بيبلز، مارتن رييز[4]
- 2014 أشوكي سين  [لغات أخرى]‏، أندرو شترومينجير  [لغات أخرى]‏، غابرييل فينيزيانو
- 2015 أليكسي كيايف  [لغات أخرى]‏، جريج مور، نيكولاس رييد  [لغات أخرى]‏
- 2016 ناثان سيبيرج، ميكائيل شيفمان  [لغات أخرى]‏، أركادي فاينشتاين
- 2017 تشارلز إتش بينيت، ديفد دويتش، بيتر شور[5]
- 2018سوبير ساخديف  [لغات أخرى]‏، دام ثان سون  [لغات أخرى]‏، شياو-جانج ون  [لغات أخرى]‏[6]
- 2019 فياتشيسلاف موخانوف  [لغات أخرى]‏، أليكسي شتاروبينسكي  [لغات أخرى]‏، رشيد سنييف[7]
- 2020أندري نيفو  [لغات أخرى]‏، بيير راموند  [لغات أخرى]‏، ميجيل أنخيل فيراسورو  [لغات أخرى]‏[8]
- * 2021 أليساندرا بونانو  [لغات أخرى]‏، تيبو الدامور  [لغات أخرى]‏، فرانس بريتوريوس  [لغات أخرى]‏، شاول تيوكولسكي[9]

## ميدالية ديراك منمعهد الفيزياء
تمنح هذه الميدالية الذهبية سنويا من قبل معهد الفيزياء في لندن، و هو ما يعتبر المعهد الرئيسي للفيزياء في بريطانيا و آيرلدنا. يتسلم الفائز بها جائزة رمزية قدرها 1000 جنيه استرليني و تم منح أول جائزة في هام 1987.

### الفائزون بالجائزة
- 1987 ستيفن هوكنج
- 1988 جون ستيوارت بل
- 1989 روجر بنروز
- 1990 ميخائيل بيري
- 1991 رودولف بيرلز
- 1992 أنطوني ليجت
- 1993 ديفيد ثاوليس
- 1994 فولكر هاين
- 1995 دانيال فرانك والز
- 1996 جون بيندري
- 1997 بيتر هيغز
- 1998 ديفد دويتش
- 1999 يان س. بيرسيفال
- 2000 جون كاردي
- 2001 براين كيد ريدلي
- 2002 جون هانني [الألمانية][10]
- 2003 كريس هال
- 2004 مايكل بوريس جرين
- 2005 جون إليس
- 2006 مايك جيلان (de) (كلية لندن الجامعية)
- 2007 ديفيد شيرينجتون
- 2008 براين ويبر
- 2009 مايكل كيتس
- 2010 جيمس بيني
- 2011 كريستوفر إشام
- 2012 غراهام روس
- 2013 ستيفين إم. باريت (de) (جامعة ستراثكلايد)
- 2014 تيم بالمر
- 2015 جون ديفيد بارو
- 2016 ساندو بوبيسكو  [لغات أخرى]‏ (جامعة برستل)[11]
- 2017 ميخائيل داف[12] (كلية لندن الإمبراطورية and جامعة أكسفورد)
- 2018 جون تشاكر (de), جامعة أكسفورد
- 2019 ريتشارد كيث إليس جامعة درم
- 2020 كارلوس فرنك جامعة درم[13]

## ميدالية ديراك من الهيئة العالمية للكيمياء النظرية و الحاسوبية
تمنح الميدالية من الهيئة العالمية للكيمياء النظرية و الحاسوبية للإنجازات الفائقة تحت سن الأربعين في الكيمياء الحاسوبية و النظرية. تم منح أول جائزة في عام 1998.

### الفائزون بالجائزة
- 1998 تيموتي ج. ليي
- 1999 بيتر إم. دبليو. غيلل
- 2000 جيالي غاو
- 2001 مارتن كاوب
- 2002 يرزي تشيوسلوفسكي
- 2003 بيتر شرينر
- 2004 يان مارتن
- 2005 أورسالا روتليسبيرغير  [لغات أخرى]‏
- 2006 لوكاس فيسشير
- 2007 آنا كريلوف  [لغات أخرى]‏
- 2008 كينيث رود
- 2009 جيرمي هارفي
- 2010 دانيل كراوفورد
- 2011 ليتيسيا غونزاليس
- 2012 بول ايرز  [لغات أخرى]‏
- 2013 فيليب فورشيه
- 2014 دينيس جاكومن
- 2015 إدوارد فالييف
- 2016 يوهانس نيوجيباور
- 2017 فرانسيسكو إيفانجيليستا
- 2018 إيرن جونسون  [لغات أخرى]‏
- 2019 ساتوشي مايدا